# Iván Joy
 (avril 2018).
Si vous disposez d'ouvrages ou d'articles de référence ou si vous connaissez des sites web de qualité traitant du thème abordé ici, merci de compléter l'article en donnant les références utiles à sa vérifiabilité et en les liant à la section « Notes et références ».
Pour les articles homonymes, voir Joy.
Iván Joy, dont le nom complet est Iván Manuel García de la Noceda Joy, né le 3 décembre 1975 à San Juan (Porto Rico), est un producteur et compositeur musical de style du reggaeton et urban. En 2000, il a fondé le label discographique Diamond Music, dont il est directeur.

## Biographie
Le label discographique Diamond Music a été fondé en 2000 et a vite occupé une place importante sur le marché de l’Amérique Latine. Les artistes du reggaeton tels que Zion & Lennox, Tego Calderón, Jowell & Randy, Yaga & Mackie, Johnny Prez y ont commencé leur carrière. Eddie Dee et la «dive » du reggaeton Ivy Queen y ont renforcé leurs positions dans le monde musical.
Le duo Yaga & Mackie a débuté avec l’album Sonando Diferente (2002) qui était aussi le premier album du label et qui est considéré comme une vraie perle du reggaeton. L’album a été vendu plus de 70000 exemplaires dans le monde et a occupé la dixième place dans le hit-parade Latin Pop Chart et la vingt-deuxième place dans Latin Albums Chart. À l’enregistrement de cet album ont participé notamment les stars du reggaeton Daddy Yankee, Tego Calderón, Julio Voltio, Johnny Prez et Pédro Prez. Cet album a apporté à ce duo portoricain la gloire internationale.
En 2003 ont vu le jour les compilations Kilates et The Majestic, considérées comme significatives pour ce mouvement musical. Encore plus réussi est l'album The Majestic, auquel ont notamment participé Nicky Jam, Ivy Queen, Eddy Dee, Zion & Lennox, Maicole et Manuel, ce qui leur a permis de renforcer leurs positions dans le monde musical.
La même année sort l’album The Dragon de Johnny Prez, qui a fait de lui un chanteur de niveau international.
Pourtant les succès du label ne se sont pas achevés. En 2004 la deuxième partie de la compilation The Majestic, appelée The Majestic 2 – II Imperio a vu le jour, elle est connue par les chansons telles que Yo Quiero Saber (français : Je veux savoir) d’Ivy Queen, Te Gusta Seducir de Johnny Prez (français : Tu aimes séduire) et autres. Le single de Tego Calderón Mira Quién Llega (français : Regarde qui va) du son album Planet Reggae (français : La Planète Reggae) lui a apporté la gloire internationale.
La même année apparait le deuxième album de Yaga & Mackie Clase Aparte, enregistré en collaboration avec un autre duo de reggaeton connu Zion & Lennox, Don Omar et autres. Le single le plus connu de l’album est Mixer (La Batidora), enregistré en collaboration avec le « maitre » du reggaeton Don Omar.
L'année 2004 a été marquée par la sortie du disque Los 12 Discípulos à l’enregistrement duquel ont participé notamment Eddy Dee, Daddy Yankee, Zion & Lennox, Ivy Queen, Tego Calderón, Hulio Voltio, Vico C et Johnny Prez. Ce disque a eu un succès éclatant et a été nommé pour le prix Grammy Latine.
Actuellement Diamond Music est le leader à Porto Rico et dans toute l’Amérique Latine dans le domaine de production, promotion et vente de la production musicale, ainsi que dans le domaine de la logistique numérique.
En 2010, le pianiste professionnel Isidro Infante en collaboration avec Ivan Joy a créé une nouvelle organisation, Artist System qui a vite occupé une place importante sur le marché portoricain de la production musicale. Cette organisation collabore avec de nombreux artistes portoricains connus dans les genres de salsa, pop, reggaeton, et urban tels que Lucecita Benítez, Isidro Infante, Arcangel, Orquesta Corporación Latina, Conjunto Canayón, Sophy, Jadiel, Rey Pirin, Brian Michael, Arquímides, Yaga & Mackie, Lourdes Robles, Manolo Lezcano, Lunna, Lou Briel, Endo, Guelo Star, Kastrofobia, Los Metalicoz et beaucoup d’autres.
Le président d’Artist System Inc. est Isidro Infante, le vice-président est Ivan Joy. Actuellement Diamond Music fait partie d’Artist System.

## Discographie
- 2002 : Sonando Diferente, Yaga & Mackie
- 2003 : El Dragón, Johnny Prez
- 2003 : Kilates Rompiendo El Silencio, divers artistes
- 2003 : Kilates 2ndo Impacto: El Silencio Que Duele, divers artistes
- 2003 : The Majestic, divers artistes
- 2004 : Majestic Segundo II Imperio, divers artistes
- 2004 : 12 Discipulos, divers artistes
- 2004 : Clase Aparte, Yaga & Mackie
- 2005 : Reggaeton Diamond Collection, divers artistes
- 2006 : 40 Reggaeton Jewels, divers artistes
- 2007 : Kilates 1 Digital Remixes by DJ Wheel Master, divers artistes
- 2007 : Kilates 2 Digital Remixes By DJ Martino, divers artistes
- 2007 : Majestic Digital Remix by DJ Martino, divers artistes
- 2007 : Nonstop 1 Slow Jam, divers artistes
- 2007 : Nonstop 3 Parixeo Mix, divers artistes
- 2007 : Old School / New School, divers artistes
- 2007 : Reggaeton Diamond Hits, divers artistes
- 2009 : De Regreso, Orquesta Corporación Latina
- 2009 : Latino Mix Vol. 1, divers artistes